# 하마정 (사가현)
하마정(浜町)은 사가현 후지쓰군에 있던 정이다. 현재의 가시마시의 일부에 해당한다.

## 역사
- 1889년 4월 1일 - 정촌제 시행에 의해 후지쓰군 하치혼기촌이 성립하였다.
- 1918년 8월 3일 - 정으로 승격, 개칭해 하마정이 되었다.
- 1954년 4월 1일 - 가시마정, 노고미촌, 가시마촌, 후루에다촌과 합병해 가시마시가 신설하여 소멸되었다.

## 참고문헌
- 『市町村名変遷辞典』東京堂出版、1990年。